# Acacia pycnophylla
Acacia pycnophylla é uma espécie de leguminosa do gênero Acacia, pertencente à família Fabaceae.